# 维斯特雷阿姆
维斯特雷阿姆（法語：Ouistreham，法語發音：[wistʁe.am]），法国西北部城市，诺曼底大区卡尔瓦多斯省的一个市镇，隶属于卡昂区，其市镇面积为9.95平方公里，2022年1月1日时人口数量为9,261人，在法国城市中排名第1,096位。
维斯特雷阿姆位于卡尔瓦多斯省北部，大西洋沿岸，奥恩河入海口左侧，是一个区域性的中心城市，同时也是卡昂海滨城市公共社区的一部分，因当地的海滨浴场及港口而闻名。

## 地名来源
根据当地官方网站的论述，“Ouistre”和“ham”分别意为“牡蛎”和“村落”。在1801年以前，当地的官方名称拼写为“Ouystreham”。2014年11月，维斯特雷阿姆政府提出将当地官方名称改为“Ouistreham-Riva-Bella”的计划。
此外，因翻译标准不同，“Ouistreham”在部分中文资料中又被译为乌伊斯特勒昂、乌斯特雷姆、韦斯特勒姆、维斯特安姆及威斯特拉姆。

## 历史

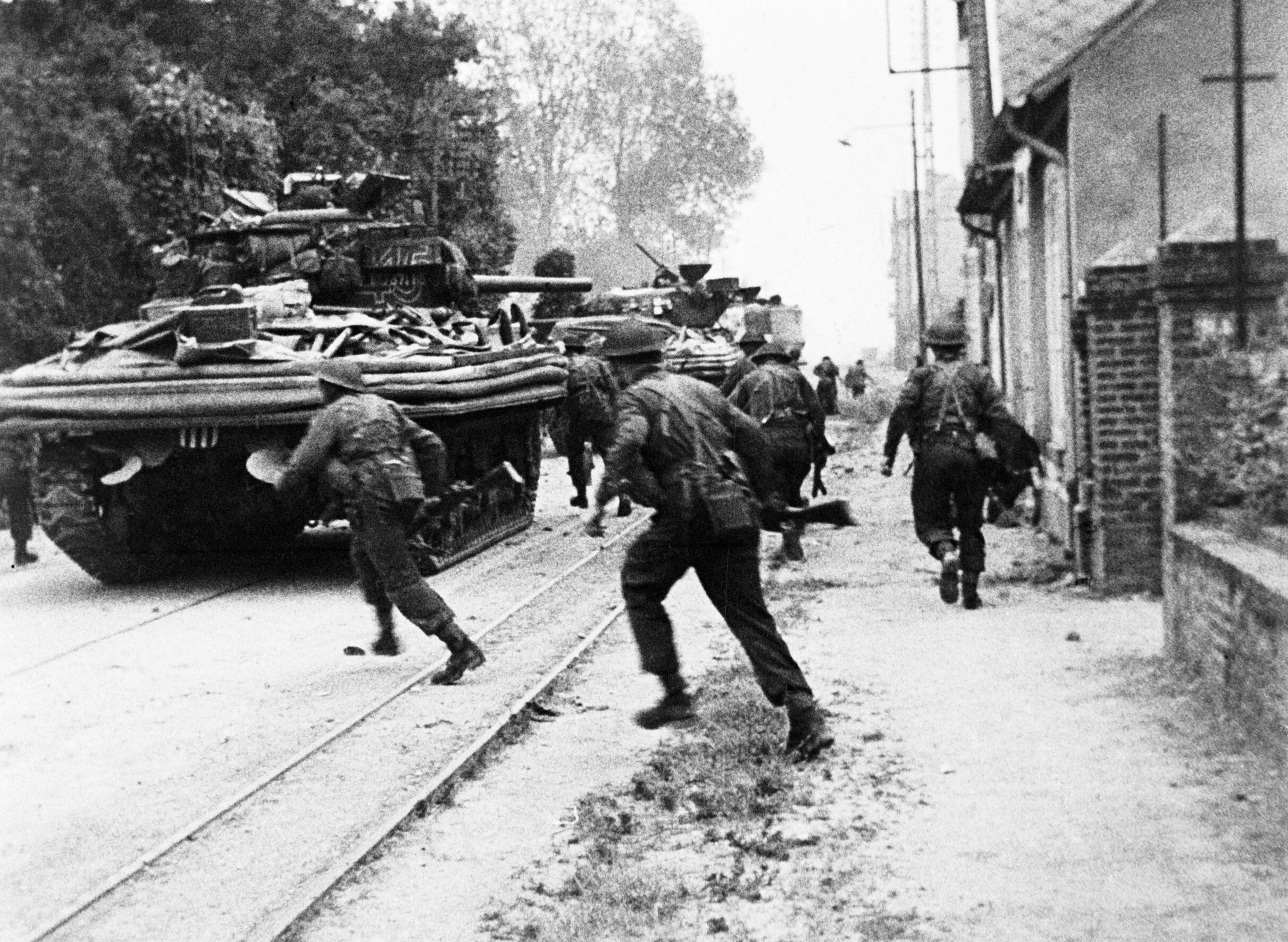
登陆维斯特雷阿姆的联军

维斯特雷阿姆的早期历史尚不清楚，中世纪时该地为诺曼底公国的一部分，当地有渔民在此生活。根据当地官方网站的论述，维斯特雷阿姆的城市起源于当地的圣桑松教堂，该教堂最初建成于公元12世纪。13世纪时，维斯特雷阿姆境内兴建了一座宗教税仓。17世纪时，为了保护卡昂，维斯特雷阿姆兴建了三处勒杜特，可装置射程达1.3公里的炮台。法国大革命后，维斯特雷阿姆成为卡尔瓦多斯省的一个市镇。1848年，在路易-菲利普一世的要求下，维斯特雷阿姆的军事防御设施被废弃。工业革命期间，得益于维斯特雷阿姆特殊的地理位置（奥恩河口，卡昂外港），维斯特雷阿姆逐渐发展成为一座港口及旅游城市，原有的勒杜特被开辟为“Le Riva-Bella”海滩，当地于1866年兴建了首处海岸别墅。19世纪末，一条连接卡昂和维斯特雷阿姆的地方铁路建成通车。1930年，维斯特雷阿姆赌场建成。第二次世界大战期间，维斯特雷阿姆被纳粹德军占领。1944年6月，维斯特雷阿姆在联军“宝剑海滩”行动中被解放。二战后，维斯特雷阿姆人口数量逐年增加。2014年6月6日，维斯特雷阿姆举办了诺曼底登陆七十周年纪念仪式。2016年加萊叢林拆除后，一些前往英国的难民驻扎于维斯特雷阿姆。2023年7月，当地政府开始计划为当地东非难民修建水源供给站。

## 地理

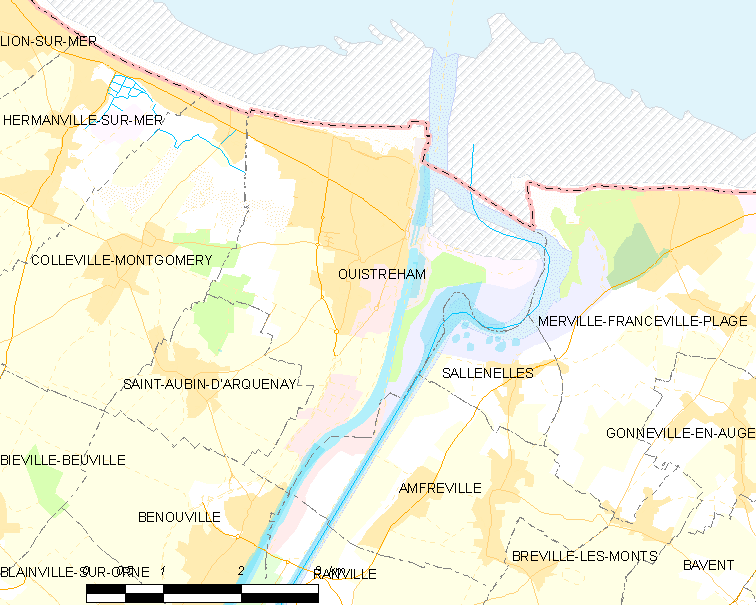
维斯特雷阿姆市镇范围地图

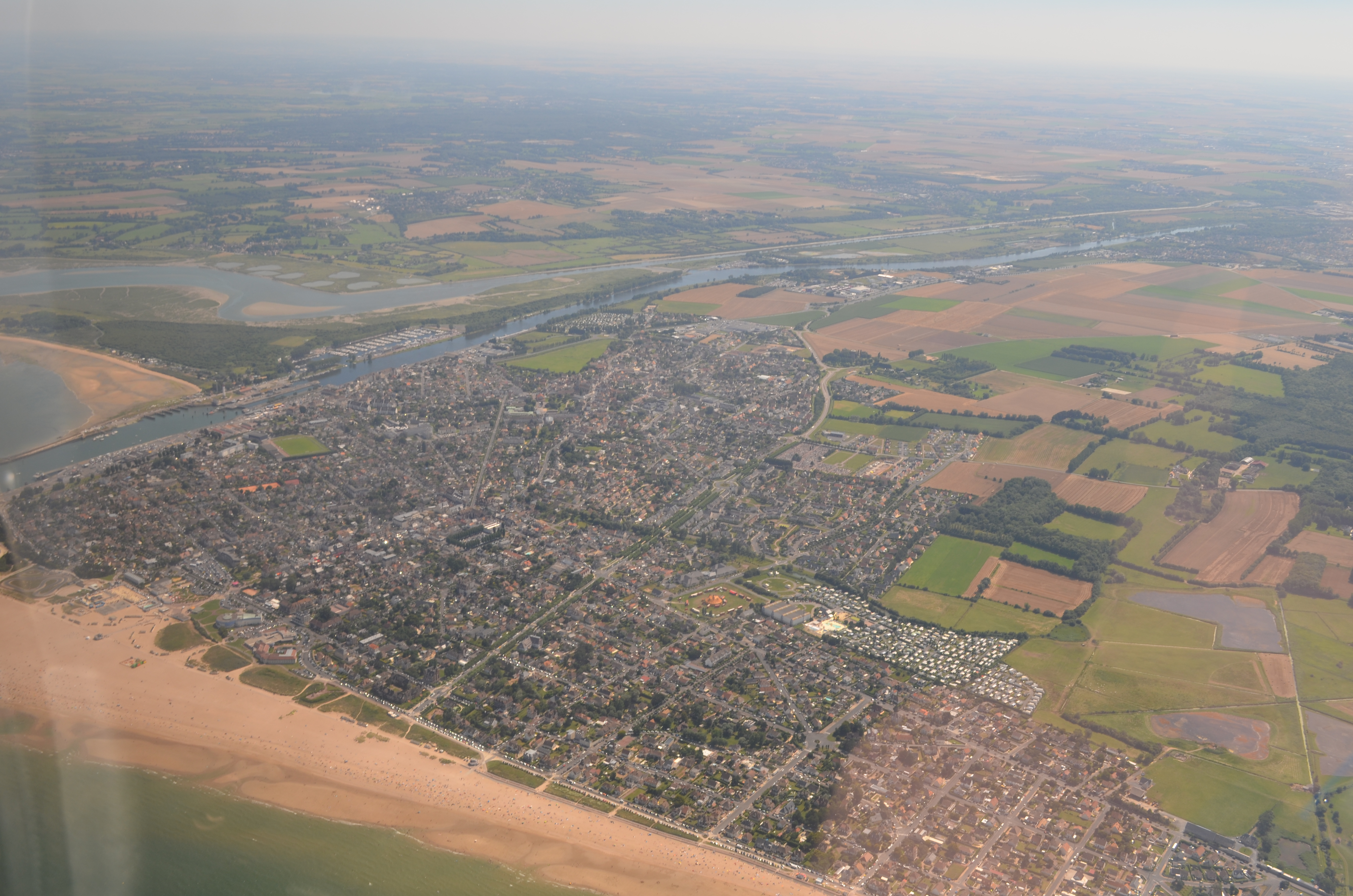
航拍维斯特雷阿姆

维斯特雷阿姆位于法国西北部，诺曼底大区北部偏西和卡尔瓦多斯省北部，距离省会卡昂大约15公里。与维斯特雷阿姆接壤的市镇包括：科勒维尔-蒙哥马利、圣欧班达尔克奈、梅维尔-弗朗斯维尔普拉日、贝努维尔、昂夫勒维尔和萨勒内勒。

### 地形
维斯特雷阿姆位于诺曼底丘陵北侧，境内以平原为主，市镇中心地势较为平坦，市镇范围西南部略有起伏，全境海拔在0到32米之间。

### 水文
维斯特雷阿姆位于奥恩河入海口左岸，该河左侧因泥沙淤积形成勒谢日角。人工开凿的卡昂入海运河与奥恩河左岸平行，该河水量由船闸控制，卡昂港（全名为“卡昂-维斯特雷阿姆港”）位于维斯特雷阿姆的市镇范围内。

### 植被
维斯特雷阿姆属于温带阔叶混交林区，镇中心的修道院花园（Jardins de l'Abbaye）是当地主要的城市绿地。
在鲜花城市的评比中，维斯特雷阿姆被评为3星级鲜花城市。

### 气候
维斯特雷阿姆在柯本气候分类法中属于温带海洋性气候（Cfb）。
距离维斯特雷阿姆最近的常年气象站位于萨勒内勒境内，以下为该气象站的数据（其中日照数据取自卡昂-卡尔皮凯气象站）：
| 萨勒内勒 1981年－2019年 | 萨勒内勒 1981年－2019年 | 萨勒内勒 1981年－2019年 | 萨勒内勒 1981年－2019年 | 萨勒内勒 1981年－2019年 | 萨勒内勒 1981年－2019年 | 萨勒内勒 1981年－2019年 | 萨勒内勒 1981年－2019年 | 萨勒内勒 1981年－2019年 | 萨勒内勒 1981年－2019年 | 萨勒内勒 1981年－2019年 | 萨勒内勒 1981年－2019年 | 萨勒内勒 1981年－2019年 | 萨勒内勒 1981年－2019年 |
| 月份                    | 1月                     | 2月                     | 3月                     | 4月                     | 5月                     | 6月                     | 7月                     | 8月                     | 9月                     | 10月                    | 11月                    | 12月                    | 全年                    |
| ----------------------- | ----------------------- | ----------------------- | ----------------------- | ----------------------- | ----------------------- | ----------------------- | ----------------------- | ----------------------- | ----------------------- | ----------------------- | ----------------------- | ----------------------- | ----------------------- |
| 历史最高温 °C（°F）     | 16 (61)                 | 17.4 (63.3)             | 23.5 (74.3)             | 28.5 (83.3)             | 29.5 (85.1)             | 33.7 (92.7)             | 36.4 (97.5)             | 35.9 (96.6)             | 35 (95)                 | 30.1 (86.2)             | 22.7 (72.9)             | 16.4 (61.5)             | 36.4 (97.5)             |
| 平均高温 °C（°F）       | 8.5 (47.3)              | 9.2 (48.6)              | 11.8 (53.2)             | 13.8 (56.8)             | 16.9 (62.4)             | 19.9 (67.8)             | 22.1 (71.8)             | 22.4 (72.3)             | 20.3 (68.5)             | 16.6 (61.9)             | 12 (54)                 | 8.8 (47.8)              | 15.2 (59.4)             |
| 日均气温 °C（°F）       | 5.5 (41.9)              | 5.7 (42.3)              | 7.9 (46.2)              | 9.4 (48.9)              | 12.7 (54.9)             | 15.4 (59.7)             | 17.5 (63.5)             | 17.7 (63.9)             | 15.6 (60.1)             | 12.6 (54.7)             | 8.6 (47.5)              | 5.9 (42.6)              | 11.2 (52.2)             |
| 平均低温 °C（°F）       | 2.6 (36.7)              | 2.3 (36.1)              | 4.1 (39.4)              | 5.1 (41.2)              | 8.5 (47.3)              | 11 (52)                 | 12.9 (55.2)             | 13.1 (55.6)             | 10.9 (51.6)             | 8.6 (47.5)              | 5.3 (41.5)              | 3.1 (37.6)              | 7.3 (45.1)              |
| 历史最低温 °C（°F）     | −9.5 (14.9)             | −11.2 (11.8)            | −4.8 (23.4)             | −2.7 (27.1)             | 0 (32)                  | 4.7 (40.5)              | 5.8 (42.4)              | 7.2 (45.0)              | 3.8 (38.8)              | −0.5 (31.1)             | −5.2 (22.6)             | −7.8 (18.0)             | −11.2 (11.8)            |
| 平均降水量 mm（）       | 64.3 (2.53)             | 50.4 (1.98)             | 53.3 (2.10)             | 50.1 (1.97)             | 59.3 (2.33)             | 55.3 (2.18)             | 51.9 (2.04)             | 47.2 (1.86)             | 60.2 (2.37)             | 75.8 (2.98)             | 73.4 (2.89)             | 74.6 (2.94)             | 715.8 (28.18)           |
| 月均日照時數            | 69.6                    | 84.3                    | 125.6                   | 167.3                   | 193.7                   | 213.5                   | 207.1                   | 204.4                   | 167.2                   | 117.8                   | 79.4                    | 61.4                    | 1,691.3                 |
| 来源：infoclimat.fr     |                         |                         |                         |                         |                         |                         |                         |                         |                         |                         |                         |                         |                         |

## 行政区划
维斯特雷阿姆的市镇编号为14488，邮政编号为14150。
在行政管理方面，维斯特雷阿姆隶属于法国诺曼底大区卡尔瓦多斯省卡昂区；在地方选举方面，维斯特雷阿姆是维斯特雷阿姆县的中央投票站所在地，其市镇范围全境被划入卡尔瓦多斯省第四选区；在社会管理方面，维斯特雷阿姆是卡昂海滨城市公共社区的组成部分。
截至2023年8月，维斯特雷阿姆市镇范围内暂无任何城市敏感街区及城市政策优先街区。
法国国家统计与经济研究所（简称）在进行数据统计时，将维斯特雷阿姆及相邻的另外23个市镇设为卡昂城市核心区，并将包括核心区在内的周边共233个市镇划为卡昂城市区。自2020年起，卡昂城市区被包含296个市镇的卡昂城市辐射区代替。此外，还将维斯特雷阿姆市镇分为了4个“块区”（IRIS），以便于统计人口分布情况。

## 交通

### 公路
卡尔瓦多斯省省道D35A线、D84线和D514线在维斯特雷阿姆境内交汇。诺曼底大区下属的城际客运提供巴士线路，可前往巴约、杜夫尔-拉代利夫朗德等地。
|  | 16 |

| 卡昂 | 16 |

| 巴约 | 36 |

| 杜夫尔 | 10 |

2019年，59.5%的维斯特雷阿姆家庭拥有至少一辆私人汽车。2021年，维斯特雷阿姆境内共发生各类交通事故7起，造成8人受伤，其中5人重伤。

### 铁路

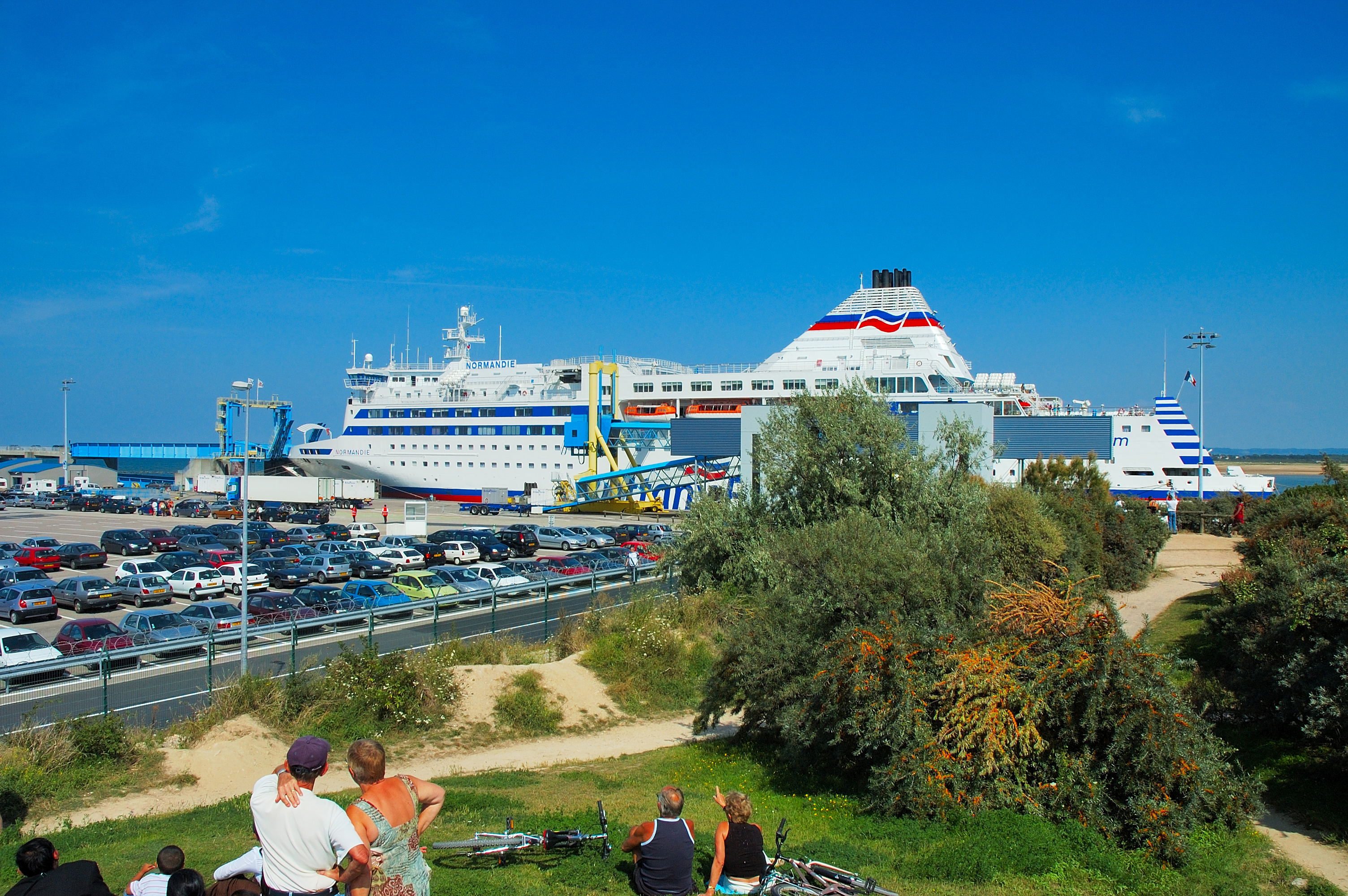
维斯特雷阿姆港口停靠的邮轮

维斯特雷阿姆位于卡昂－滨海吕克铁路上，该铁路建于1892年，已于1937年关闭。
距离维斯特雷阿姆最近的运营中的客运铁路车站为公里外的卡昂站，该站停靠前往巴黎、瑟堡、雷恩、鲁昂和图尔五个方向的区域列车。

### 航空
距离维斯特雷阿姆最近的民用航空站为24公里外的卡昂机场。

### 航运
卡昂-维斯特雷阿姆港位于维斯特雷阿姆市区东侧的卡昂入海运河内，该港口提供货轮及私人游艇停靠服务，同时还开行前往朴次茅斯的滚装轮渡航线。

### 城市公共交通
维斯特雷阿姆是卡昂城市公共交通（商业名称为）的服务覆盖范围，该路网是卡昂海滨城市公共社区的城市公共交通系统。截至2023年8月，该系统共包括三条有轨电车线路和数十条公交线路，其中公交12路、12路快线和定制公交5号线经过维斯特雷阿姆市区。

## 政治

### 市政内阁

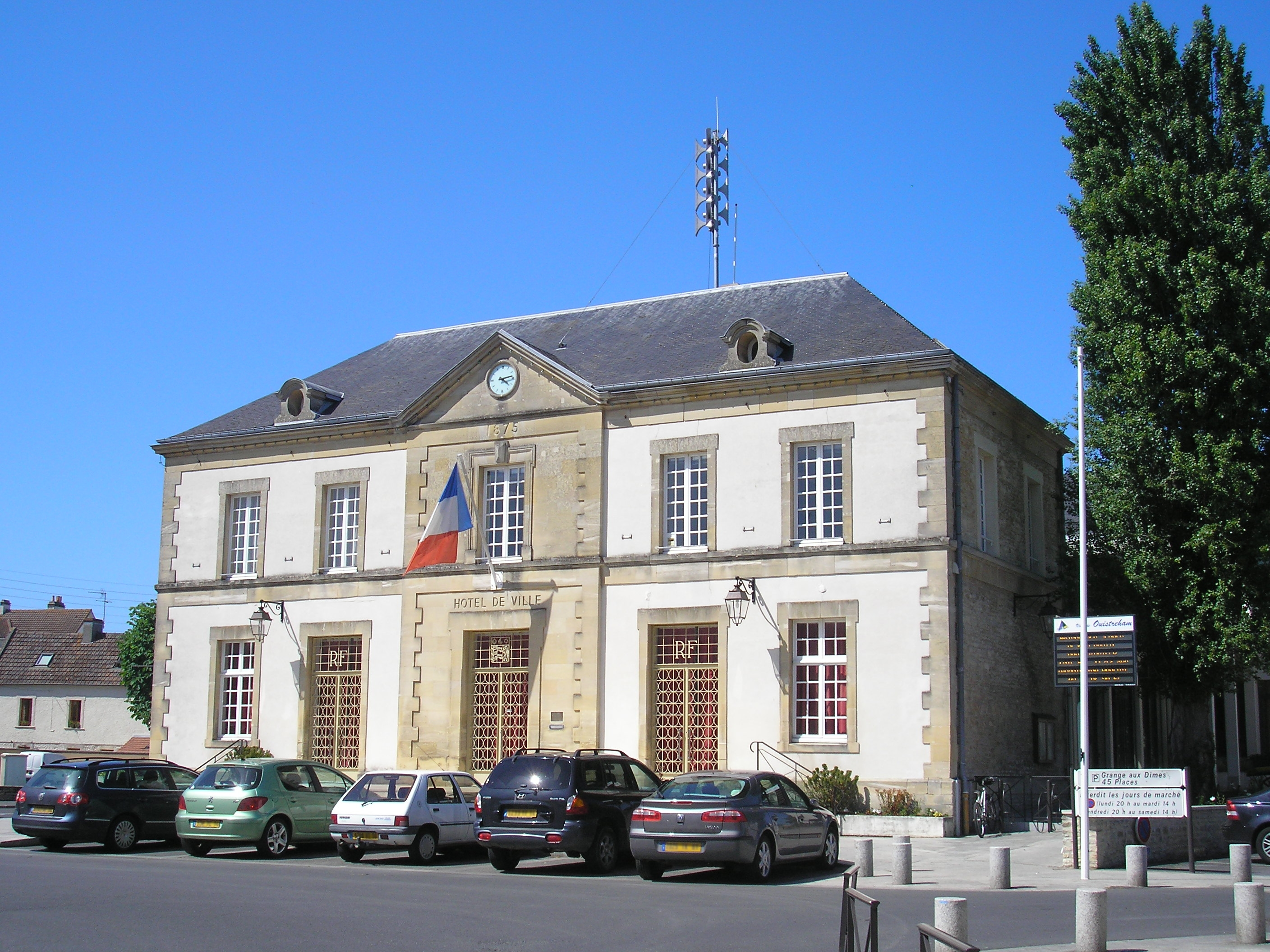
维斯特雷阿姆市政厅

维斯特雷阿姆的现任市长为罗曼·巴伊先生（Romain BAIL），他是地平线的一名成员，在2020年的市政选举中获得了51.24%的支持率。
| 维斯特雷阿姆历届市长 | 维斯特雷阿姆历届市长                       | 维斯特雷阿姆历届市长     |
| 任期                 | 市长                                       | 党派                     |
| -------------------- | ------------------------------------------ | ------------------------ |
| 1945年－1946年       | Georges LE CORSU 乔治·勒科尔叙             | 不详                     |
| 1946年－1953年       | Léopold ÉLOY 莱奥波尔·埃卢瓦               | 不详                     |
| 1953年－1965年       | Charles LEFAUCONNIER 夏尔·勒福科尼耶       | 不详                     |
| 1965年－1971年       | Émile GALLON 埃米尔·加隆                   | 不详                     |
| 1971年－1977年       | Jean-Albert TERNISIEN 让-阿尔贝·泰尔尼西安 | 不详                     |
| 1977年－1983年       | René LACLAVIÈRE 勒内·拉克拉维耶尔          | 不详                     |
| 1983年－2014年       | André LEDRAN 安德烈·勒德朗                 | PS社会党                 |
| 2014年－             | Romain BAIL 罗曼·巴伊                      | LR共和黨 →Horizons地平线 |

### 各级选举
| 维斯特雷阿姆历届投票选举结果 | 维斯特雷阿姆历届投票选举结果 | 维斯特雷阿姆历届投票选举结果 | 维斯特雷阿姆历届投票选举结果 | 维斯特雷阿姆历届投票选举结果  | 维斯特雷阿姆历届投票选举结果 | 维斯特雷阿姆历届投票选举结果 | 维斯特雷阿姆历届投票选举结果  | 维斯特雷阿姆历届投票选举结果 | 维斯特雷阿姆历届投票选举结果 |
| 选举项目                     | 选举范围                     | 选区单位                     | 选区单位内的选举结果         | 选区单位内的选举结果          | 选区单位内的选举结果         | 选区单位内的选举结果         | 选区单位内的选举结果          | 选区单位内的选举结果         | 参考资料                     |
| 选举项目                     | 选举范围                     | 选区单位                     | 第一轮胜出者                 | 第一轮胜出者                  | 支持率                       | 第二轮胜出者                 | 第二轮胜出者                  | 支持率                       | 参考资料                     |
| ---------------------------- | ---------------------------- | ---------------------------- | ---------------------------- | ----------------------------- | ---------------------------- | ---------------------------- | ----------------------------- | ---------------------------- | ---------------------------- |
| 2017年法國總統選舉           | 法國                         | 市镇                         |                              | 埃马纽埃尔·马克龙             | 26.32%                       |                              | 埃马纽埃尔·马克龙             | 71.38%                       | [ 33 ]                       |
| 2017年法国立法选举           | 卡尔瓦多斯省第四选区         | 市镇                         |                              | 克里斯托夫·布朗谢             | 44.31%                       |                              | 克里斯托夫·布朗谢             | 64.21%                       | [ 33 ]                       |
| 2019年欧洲议会选举           | 法國                         | 市镇                         |                              | 娜塔莉·卢瓦索                 | 24.72%                       | （不适用）                   | （不适用）                    | （不适用）                   | [ 35 ]                       |
| 2021年法国省级选举           | 卡爾瓦多斯省                 | 县                           |                              | 克里斯蒂娜·埃旺 米歇尔·弗里库 | 29.22%                       |                              | 克里斯蒂娜·埃旺 米歇尔·弗里库 | 52.67%                       | [ 36 ]                       |
| 2021年法国省级选举           | 卡爾瓦多斯省                 | 市镇                         |                              | 克里斯蒂娜·埃旺 米歇尔·弗里库 | 33.93%                       |                              | 克里斯蒂娜·埃旺 米歇尔·弗里库 | 55.2%                        | [ 36 ]                       |
| 2021年法国大区选举           |                              | 市镇                         |                              | 埃尔韦·莫兰                   | 39.05%                       |                              | 埃尔韦·莫兰                   | 45.79%                       | [ 37 ]                       |
| 2022年法国总统选举           | 法國                         | 市镇                         |                              | 埃马纽埃尔·马克龙             | 33.04%                       |                              | 埃马纽埃尔·马克龙             | 64.17%                       | [ 33 ]                       |
| 2022年法国立法选举           | 卡尔瓦多斯省第四选区         | 市镇                         |                              | 克里斯托夫·布朗谢             | 38.53%                       |                              | 克里斯托夫·布朗谢             | 58.52%                       | [ 33 ]                       |

## 人口
2020年，维斯特雷阿姆市镇人口数量为9,438，在法国排名第1,096位。其中男性4,227人，女性5,117人，75岁及以上人口占14.3%，外籍人口数量为177人，人口密度为949人/平方公里，当地居民被称为（男性）或（女性）。2020年，维斯特雷阿姆境内出生56人，死亡人口155人。
| 维斯特雷阿姆1901年－2020年人口变化情况 |
|                                        |
| 数据来源：Cassini、INSEE               |

## 经济
维斯特雷阿姆是一个区域性的中心城市，也是卡昂的一个卫星城。截至2023年8月，维斯特雷阿姆市镇范围内共有各类用人单位（包含自雇）1,534家，平均历史为16年，其中99.27%为中小型企业（PME），2023年6月至8月间，当地的经济活力指数为0。（大型零售）、（体育用品销售）及（游客接待）是当地2021年营业额最高的三个企业，分别为20,338,797欧元、10,377,028欧元和6,295,464欧元。

## 财政与居民收入
2021年，维斯特雷阿姆的财政收入总额为12,464,100欧元，财政支出总额为10,181,400欧元，当年的债务总额为10,756,400欧元。2021年，维斯特雷阿姆市镇通过增值税获得407,270欧元的收入，此外当地还共获得了562,920欧元的国家直接财政补助。
2019年，维斯特雷阿姆的人均月收入总额为2,294欧元，其中高级职员为4,275欧元，高于法国平均水平（4,230欧元）；中级职员为2,401欧元，低于法国平均水平（2,411欧元）；普通职员为1,671欧元，低于法国平均水平（1,740欧元）。
2019年，维斯特雷阿姆境内的贫困率为11%，青壮年（15至64岁）失业率为12.9%；当地51.1%的家庭拥有纳税资格，平均纳税3,336欧元，低于法国平均水平（4,393欧元）。

## 社会事务

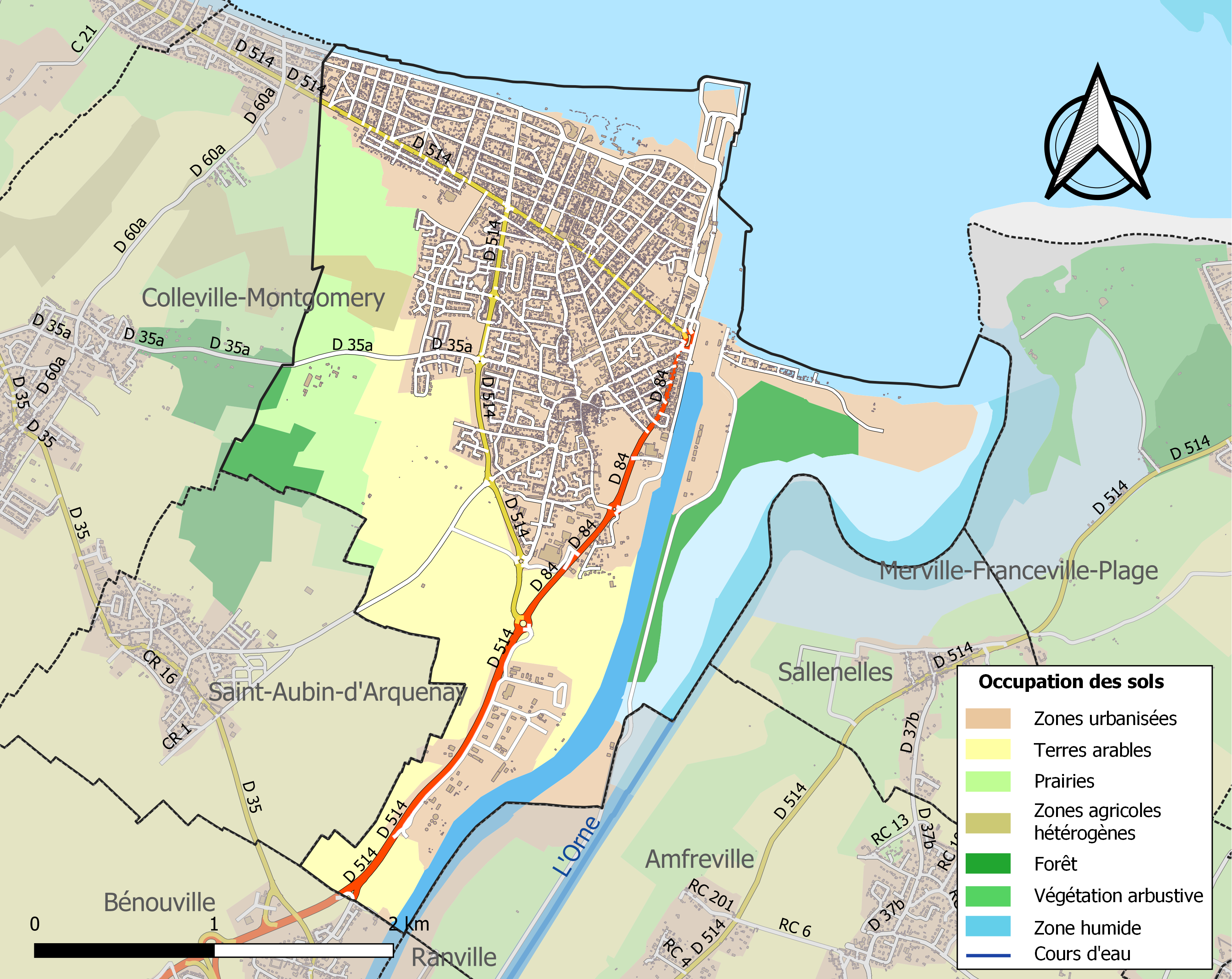
维斯特雷阿姆土地利用情况地图

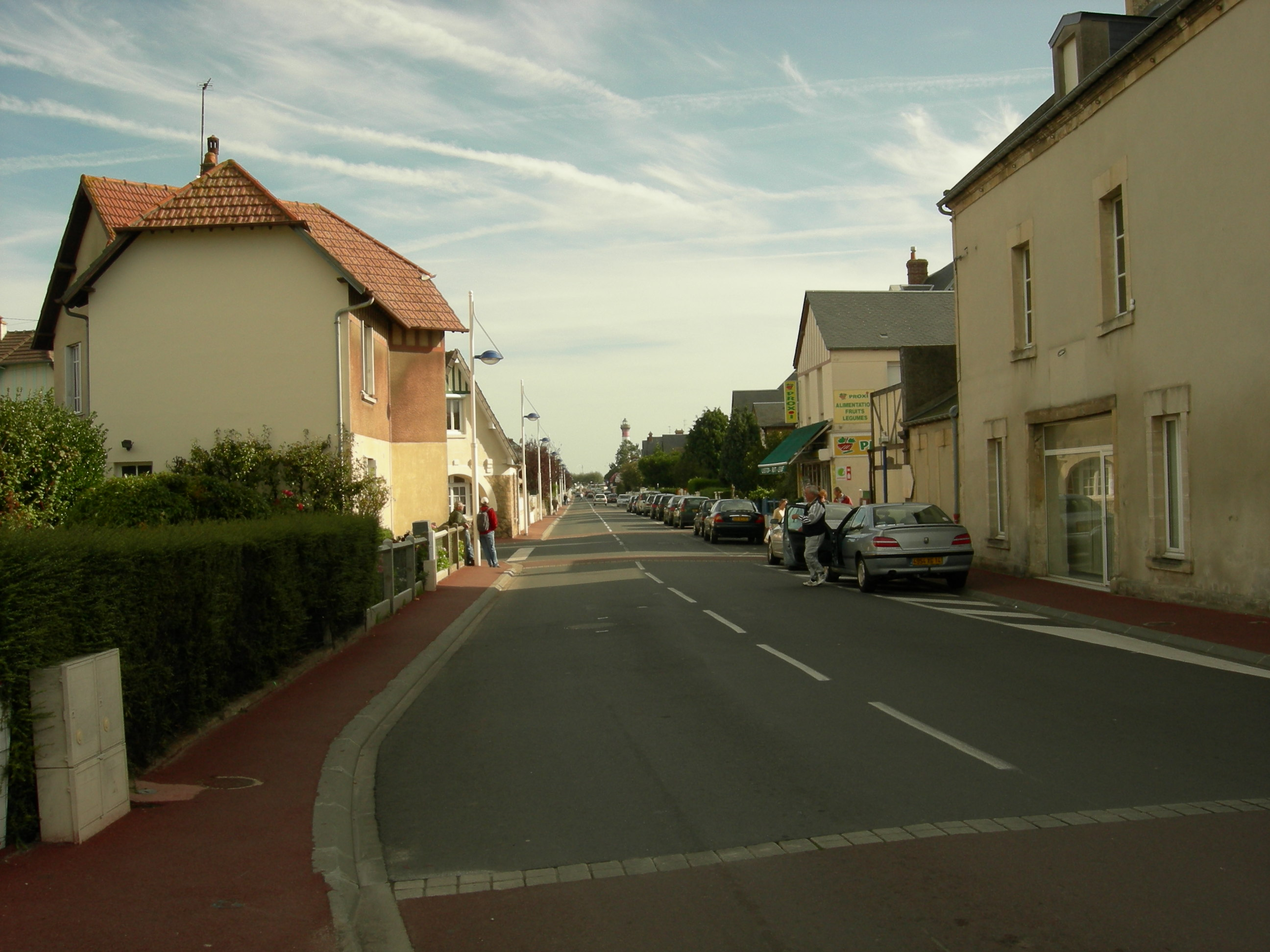
米歇尔·卡比厄街

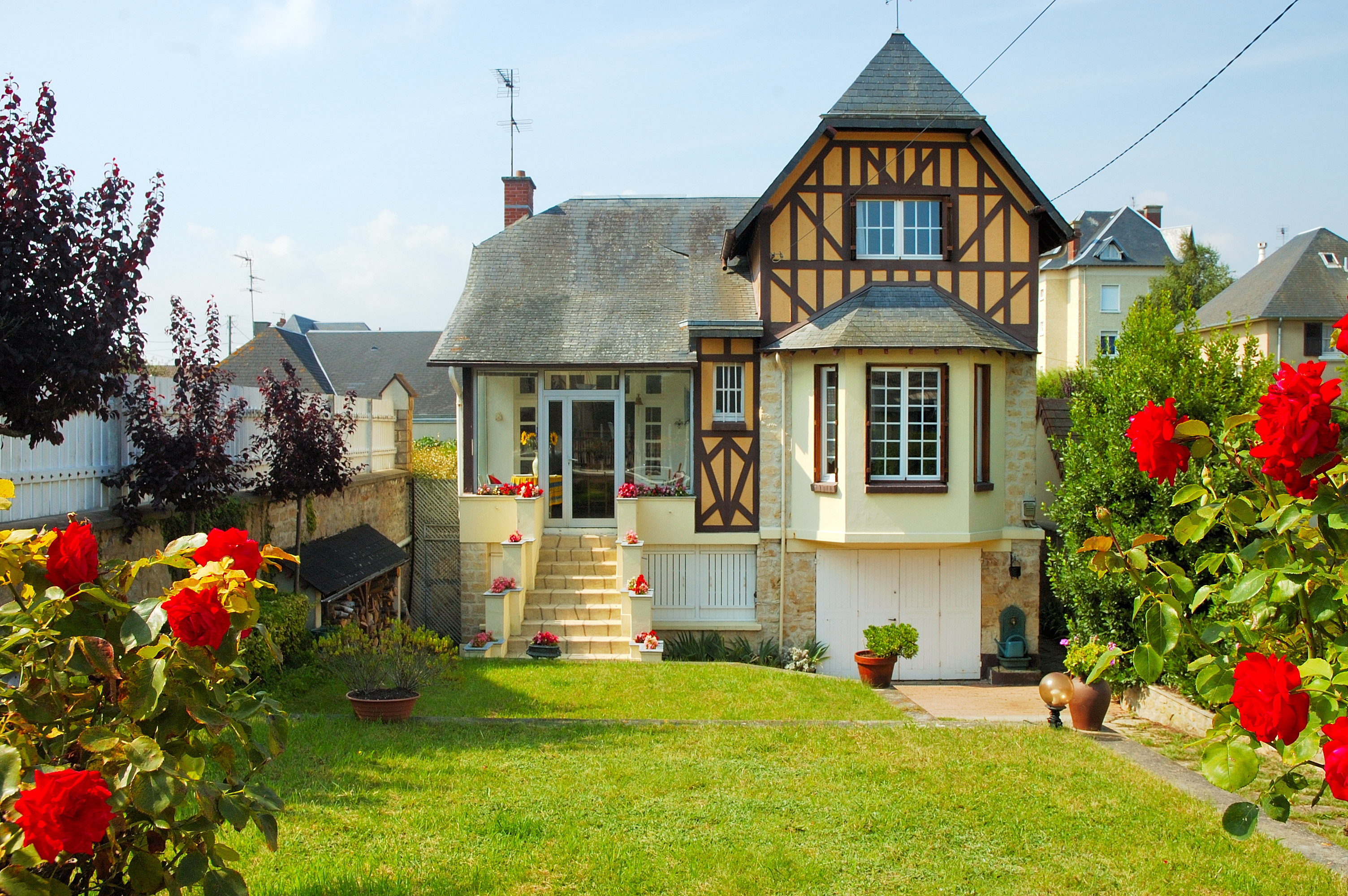
一处民宅

、

### 教育
维斯特雷阿姆属于诺曼底学区。截至2021年1月1日，维斯特雷阿姆境内共有1所幼儿园、3所小学和1所初级中学。2021至2022学年度，维斯特雷阿姆境内共有在校中等教育阶段学生586名。

### 医疗
截至2021年1月1日，维斯特雷阿姆境内共有全科医生8名、保健师17名、牙医6名、护士20名和助产士1名。境内共有药房3家。
距离维斯特雷阿姆最近的区域性医疗机构为卡昂大学中心医院，其主病区“珍珠母海岸医院”（Hôpital Côte de Nacre）位于卡昂市区北部，距离维斯特雷阿姆市区的正常车程大约13分钟，该院设有床位1,516个，是当地规模最大的公立综合性医院。

### 住房
2019年，维斯特雷阿姆境内共有各类住房6,994套，其中60.1%为独立式居民区，38.4%为集中式居民区。常住房屋占维斯特雷阿姆市镇范围内居民建筑总量的69.7%。
在住房保障政策方面，2021年，维斯特雷阿姆境内共有747户家庭获得了住房经济补助，受益人数占总人口数量的7.9%，其中735份为房租补助。

### 商业
2021年，维斯特雷阿姆境内共有各类实体商铺216家，其中餐厅40家、大型超市3家、杂货店3家、面包房11家、肉铺5家、书店2家、装饰品店2家、银行门店8家、美容美发店17家、汽车维修店9家。市区南部建有开放式商业街区，有家乐福、Lidl等购物商场。

### 体育
2021年，维斯特雷阿姆境内共有2家游泳池、2间体育馆、10处网球场、1处马术场、3处足球或橄榄球场以及1处篮球或排球场。
截至2023年8月，科勒维尔-维斯特雷阿姆青年足球体育会（AJS Colleville Ouistreham Football，编号501500）是维斯特雷阿姆境内唯一的一家注册足球俱乐部，其主队2023至2024赛季参加诺曼底大区足球联赛丙组（法国第八级别），其主场为菲利普·基费尔球场（Stade Philippe Kieffer）。

### 环境
维斯特雷阿姆的环境事务由其所属的卡昂海滨城市公共社区联合各级政府协调负责。2021年，维斯特雷阿姆境内共有1家污染企业。

### 治安
2021年，维斯特雷阿姆市镇范围内有1处宪兵队。
维斯特雷阿姆及其附近的共70个市镇是卡昂国家宪兵队（zone gendarmerie de Caen）的管辖范围。2020年，该宪兵队累计记录各类案件2,732起，其中盗窃类案件1,164起，经济类案件396起，毒品交易类案件244起。

## 文化

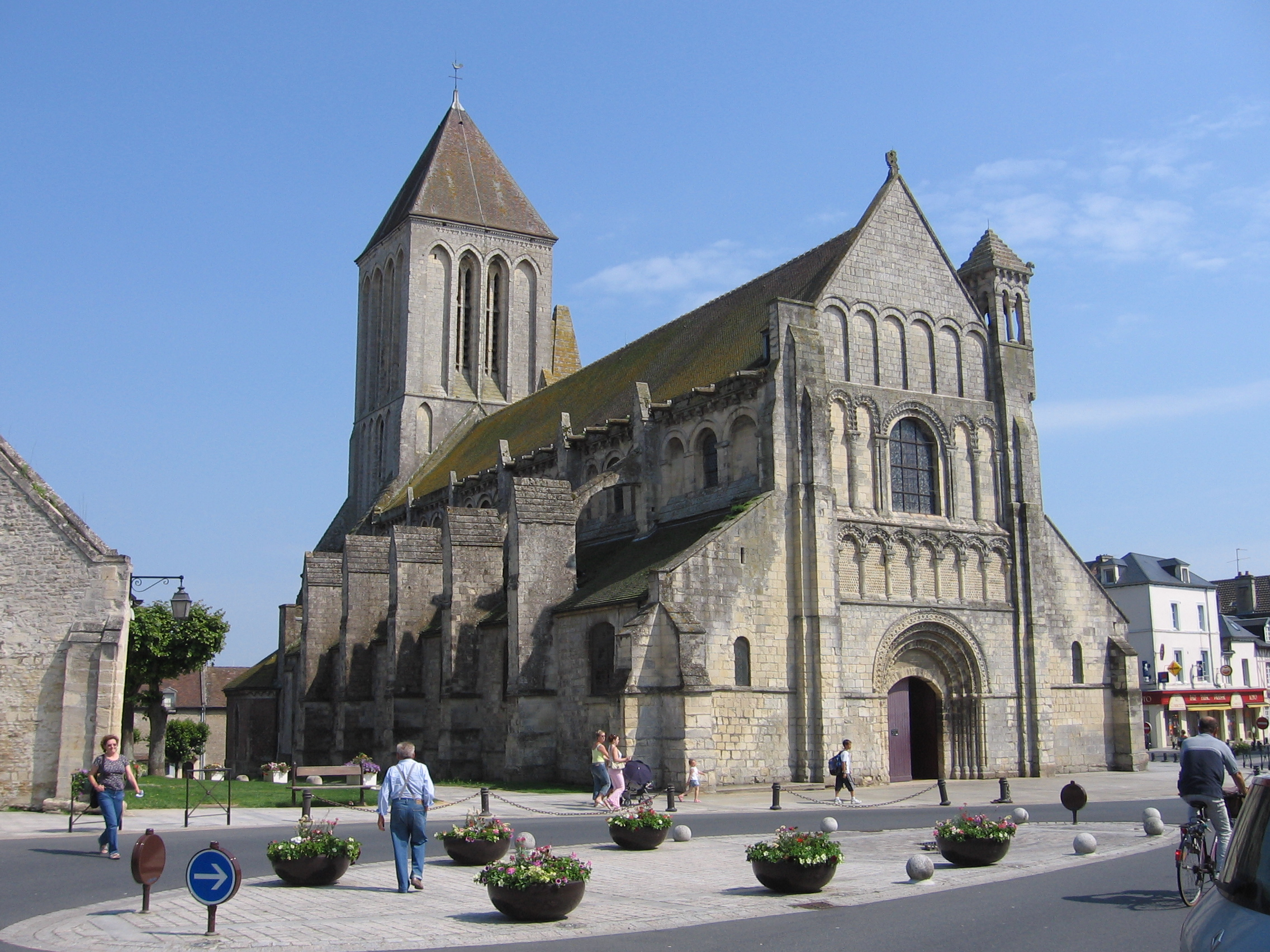
维斯特雷阿姆圣桑松教堂

2021年，维斯特雷阿姆境内有1家电影院。维斯特雷阿姆境内建有市政图书馆（Bibliothèque Municipale de Ouistreham），每周一、三、五、六向公众开放。

### 建筑
维斯特雷阿姆境内有多处历史建筑，其中圣桑松教堂、宗教税仓等为法国国家文物保护单位等，维斯特雷阿姆城堡塔（Redoute de Ouistreham）则是当地的地标性建筑物。

### 旅游
维斯特雷阿姆的旅游事务由其所属的卡昂海滨城市公共社区负责。2022年，维斯特雷阿姆境内共有10家酒店共计348间房间；另有2个露营地，可容纳共599辆露营车。

### 媒体
法国主要的媒体均可在维斯特雷阿姆接收，法国电视三台下属的诺曼底大区频道在部分时段播出维斯特雷阿姆所在卡尔瓦多斯省的地方新闻。《法国西部报》、蓝色法兰西诺曼底卡昂广播、666广播等为当地主要的地方性媒体。

## 相关人物
法国军人莱昂·戈蒂埃于2023年7月7日逝世于维斯特雷阿姆，他生前曾为最后一位在世的参与诺曼底登陆的法国士兵。
比利时作家乔治·西默农曾长居于维斯特雷阿姆。

## 友好城市
截至2023年7月，维斯特雷阿姆共与三座城市建立了友好城市关系：
- 比利时 布赖讷拉勒
- 德国 美因河畔洛尔
- 英格兰 Angmering